# 竹内ゆうじ
竹内 ゆうじ（たけうち ゆうじ、1971年8月21日 - 2007年12月10日）は、吉本興業に所属していたお笑い芸人。大阪府大阪市出身。本名及び旧芸名は竹内 裕二（読み同じ）。私立柏原高等学校卒業（同校OBに間寛平・板尾創路など）。

## 人物
実家は祖父の代から続いているおでん屋で、本人が番組に出演した時に登場したことがある。
80年代後半に大阪道頓堀で人気のあったオカルト風居酒屋「ゼノンの食卓」「蛇霊堂」でのバイト時代には　一緒に働いていた大村崑の息子（当時占い師）に「吉本に入って有名になる事が夢なんです！」といつも熱く語っていた。
学生時代は田原俊彦の物まねをし学校では吉本に入る事が友人の中でも当たり前に思われていた。その学生時代に島田紳助の行く店を見つけ弟子入りを希望するが断られて、高校を卒業しNSCに入ることを勧められた。
同じ中学出身で幼馴染と一緒に入学し「W-TRAP」（ダブルトラップ）というコンビで活動していたがすぐに解散しピンになる。
大阪NSC9期生。同期にはナインティナイン、チュパチャップスなどがいる。
「クイズ!紳助くん」で、『なにわ突撃隊』メンバーとして出演。最初は何かと泣き事を言ったり涙を流したりする姿が視聴者の笑いを誘い「へたれゆうじ」「泣き虫ゆうじ」など、様々なあだ名を付けられたが、晩年には弱虫な面を返上、根性と気合いで数々の挑戦シリーズに参加、突撃隊の古参メンバーとして「ミスター突撃隊」と称されるほどの成長ぶりを見せた。また同じく「クイズ!紳助くん」で競演していた島田まさしとのコンビは話題を呼び（紳助は二人を「お涙ちょうだいブラザーズ」と呼んだりした）、他の番組でも2人でレギュラー番組を持ったり、二人で世界を旅するドキュメンタリー番組が製作された。
2005年7月に癌が見つかり闘病生活を送っていたが、2007年12月10日、直腸癌のため死去。36歳没。発見時、既に肝臓や腹膜に転移した末期状態であり、余命半年と言われていたが2年5カ月の間闘い続けた。この間、兄貴分である島田まさしや師匠と呼んで慕っていた島田紳助に「気合で死にません」と発言したり、弱気な発言を行うなどしていたと言う（追悼番組より）。
なにわ突撃隊としての最後のロケは、2007年6月の愛媛の宇和島ロケで、当時末期がんに侵されていた彼は、気力体力を振り絞って収録を行った。
葬儀・告別式では歴代のなにわ突撃隊のメンバーが集まり、また死後の12月17日に『クイズ!紳助くん』では追悼番組が放送された。自身の闘病生活を綴った書籍『消えろクソがん』は死後発売されたものであり、事実上の遺作となった。
『クイズ!紳助くん』の初代アシスタントであった藤原紀香も、公式サイトの日記において、彼の死を追悼した（現在は読めない）。
後年の2012年、『24時間テレビ 「愛は地球を救う」』で改めて紹介された。

## 出演
- クイズ!紳助くん - なにわ突撃隊の結成当時のメンバー。
- 走れ!ガリバーくん
- 素のよしもと
- 「LALAバイクパラダイス」（テレビ大阪） - レギュラー

## 書籍
- 消えろクソがん：日本一諦めの悪い芸人の闘病日記 （2008年、ワニブックス）ISBN 9784847017568